# Sủi Cảo (đạo diễn)
Sủi Cảo (tiếng Trung: 饺子, sinh năm 1980), tên thật là Dương Vũ (tiếng Trung: 杨宇), là một đạo diễn, biên kịch và nhà sản xuất phim hoạt hình người Trung Quốc.Ông nổi lên nhờ tác phẩm " Ma Đồng Giáng Thế"

## Cuộc đời
Dương Vũ sinh năm 1980 tại địa cấp thị Lô Châu, tỉnh Tứ Xuyên, Trung Quốc, anh tốt nghiệp Trung tâm y học Hoa Tây, Đại học Tứ Xuyên.

## Tác phẩm
Năm 2019, "Na Tra: Ma đồng giáng thế"